# Oligosoma otagense
Espèce
Synonymes
- Leiolopisma grande otagense McCann, 1955
- Girardiscincus otagense (McCann, 1955)

Statut de conservation UICN

 EN B1ab(iii,v); C2a(ii) : En danger
Oligosoma otagense est une espèce de sauriens de la famille des Scincidae.

## Répartition

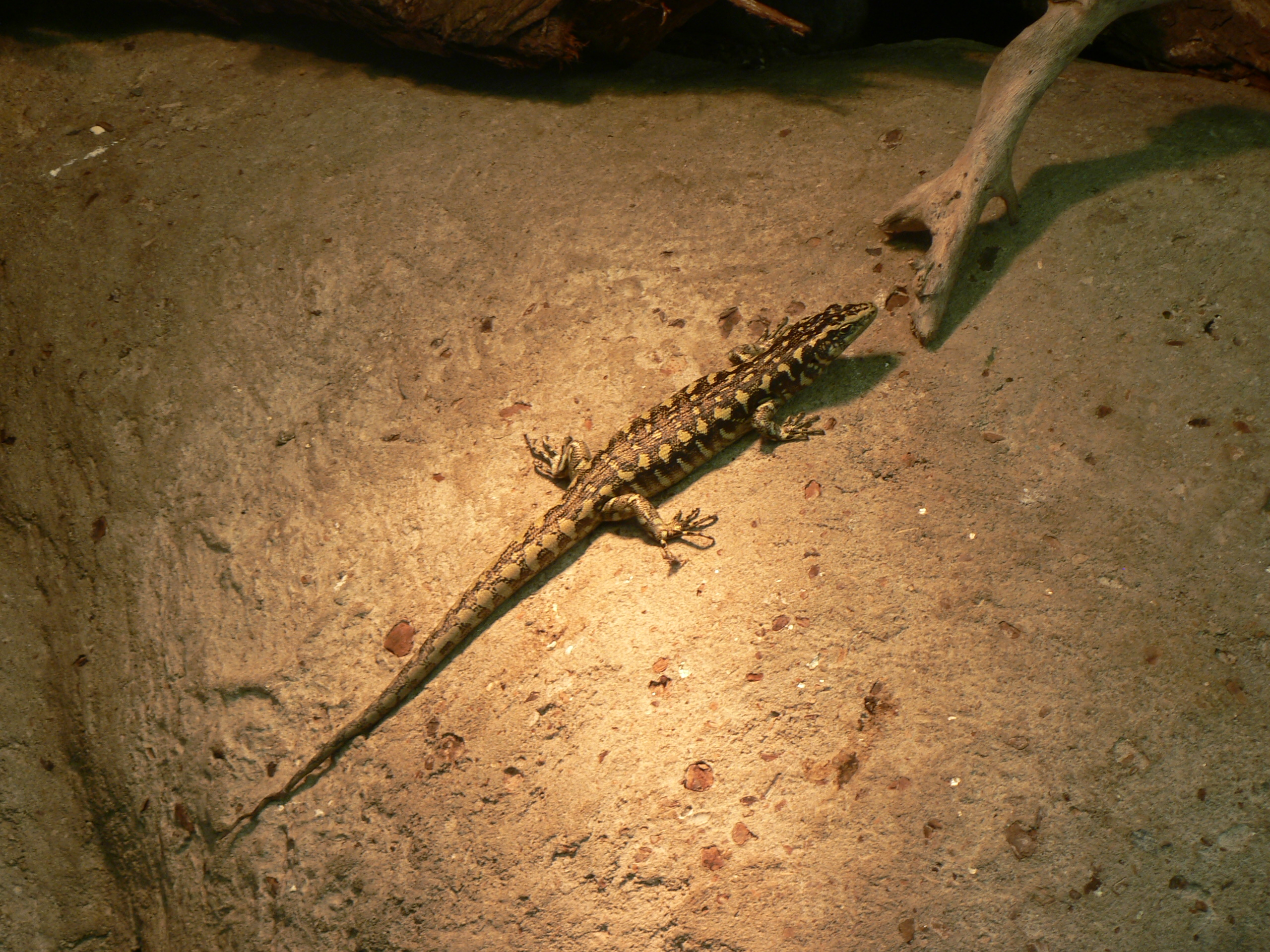

Cette espèce est endémique de l'île du Sud en Nouvelle-Zélande. Elle se rencontre dans les régions d'Otago et de Canterbury.

## Étymologie
Son nom d'espèce, composé de otag et du suffixe latin -ense, « qui vit dans, qui habite », lui a été donné en référence au lieu de sa découverte : la région d'Otago.

## Publication originale
- McCann, 1955 : The lizards of New Zealand. Gekkonidae and Scincidae. Dominion Museum Bulletin, vol. 17, p. 1-127.